# Ножай-Юртовское сельское поселение
Ножай-Юртовское се́льское поселе́ние — муниципальное образование в Ножай-Юртовском районе Чечни Российской Федерации.
Административный центр — село Ножай-Юрт.

## История
Статус и границы сельского поселения установлены Законом Чеченской Республики от 20 февраля 2009 года № 11-РЗ «Об образовании муниципального образования Ножай-Юртовский район и муниципальных образований, входящих в его состав, установлении их границ и наделении их соответствующим статусом муниципального района и сельского поселения».

## Население
| 2010  | 2012  | 2013    | 2014  | 2015    | 2016    | 2017  |
| ----- | ----- | ------- | ----- | ------- | ------- | ----- |
| 7986  | ↗8283 | ↗8433   | ↗8772 | ↗8911   | ↗9065   | ↗9272 |
| 2018  | 2019  | 2020    | 2021  | 2023    | 2024    |       |
| ↗9515 | ↗9729 | ↗10 052 | ↘9763 | ↗10 008 | ↗10 403 |       |

## Состав сельского поселения
| № | Населённый пункт | Тип населённого пункта       | Население |
| - | ---------------- | ---------------------------- | --------- |
| 1 | Мехкешты         | село                         | ↗181      |
| 2 | Ножай-Юрт        | село, административный центр | ↗8330     |
| 3 | Чурч-Ирзу        | село                         | ↗1061     |